# George Siegmann

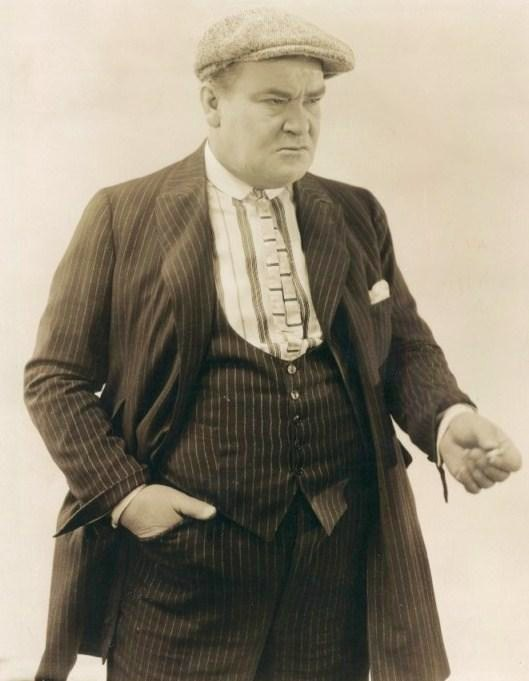
George Siegmann in einem Foto für den Film Fools First (1922)

George Siegmann (* 8. Februar 1882 in New York City, New York; † 22. Juni 1928 in Hollywood, Kalifornien) war ein US-amerikanischer Stummfilmschauspieler und Regisseur, der vor allem ein gefragter Schurkendarsteller war.

## Leben und Karriere
George Siegmann machte sein Filmdebüt 1909 in Confidence unter der Regie von David Wark Griffith, mit dem er in den nächsten Jahren bei zahlreichen Filmen zusammenarbeiten sollte. Von Griffith wurde er unter anderem als psychopathischer Mulatte Silas Lynch in seinem filmischen Meilenstein Die Geburt einer Nation besetzt, der allerdings auch von starkem Rassismus gegenüber Figuren wie Siegmanns Lynch geprägt ist. Auch wegen seiner großen, bulligen Gestalt war Siegmann vor allem auf solche Schurkenrollen festgelegt. Im folgenden Jahr spielte er ebenfalls unter der Regie von Griffith den persischen König Kyros II. in Griffiths zweitem Epos Intoleranz. Bei Die Geburt einer Nation und Intoleranz fungierte er auch als Assistenzregisseur. Zwischen 1915 und 1919 war er außerdem eigener Regisseur von 19 Filmen, ehe er sich wieder ganz der Schauspielerei zuwandte.
Weitere bekannte Auftritte hatte er als Porthos neben Douglas Fairbanks in Die drei Musketiere (1921) sowie als Bill Sikes in der 1922er-Verfilmung von Oliver Twist mit Jackie Coogan. Seine letzte von fast 130 Filmrollen hatte er als grausamer Chirurg in The Man Who Laughs (1928) von Paul Leni. Nachdem Siegmann bereits 1915 einen Autounfall schwer verletzt überlebt hatte, verstarb er 1928 im Alter von nur 46 Jahren an Perniziöser Anämie. Nur ein Jahr zuvor hatte er in erster Ehe Maud Darby geheiratet.

## Filmografie (Auswahl)
- 1909: Confidence
- 1909: The Sealed Room
- 1914: The Avenging Conscience: or 'Thou Shalt Not Kill'
- 1915: Die Geburt einer Nation (The Birth of a Nation)
- 1916: Intoleranz (Intolerance)
- 1918: Hearts of the World
- 1921: Die drei Musketiere (The Three Musketeers)
- 1922: Oliver Twist
- 1922: Der Graf von Monte Christo (Monte Cristo)
- 1923: Scaramouche (Scaramouche)
- 1923: Rummelplatz des Lebens (Merry Go Around)
- 1924: Die Bluthochzeit der Castros (A Sainted Devil)
- 1924: Das Heldenmädchen von Trenton (Janice Meredith)
- 1924: Die Frau, die betrogen wurde (The Shooting of Dan McGrew)
- 1925: Sir Mortons Leidenschaft (Sporting Life)
- 1925: Zander the Great
- 1926: Die Tänzerin des Zaren (The Midnight Sun)
- 1927: Spuk im Schloß (The Cat and the Canary)
- 1927: The Red Mill
- 1927: Onkel Tom’s Hütte (Uncle Tom's Cabin)
- 1928: The Man Who Laughs